# Alexander Rödiger
Alexander Rödiger (Eisenach, 14 maggio 1985) è un bobbista e pesista tedesco, medaglia d'argento olimpica nel bob a quattro a Vancouver 2010 e a Pyeongchang 2018 nonché campione mondiale nel 2013 e nel 2015 sempre nella specialità a quattro.

## Biografia
Ha praticato l'atletica leggera nel suo paese principalmente a livello regionale nel getto del peso; tuttavia a livello giovanile partecipò ai mondiali juniores di Grosseto 2004, dove si classificò ottavo nella sua disciplina, a ridosso della qualificazione per la finale. 
Compete nel bob dal 2005 come frenatore per la nazionale tedesca nei team di bob a quattro, specialità in cui ha ottenuto tutti i suoi più grandi successi a livello senior. Nelle categorie giovanili conquistò diverse medaglie ai mondiali juniores di cui tre ori: bob a due ad Altenberg 2007 e St. Moritz 2010 e bob a quattro a Park City 2011, in tutte le occasioni con Maximilian Arndt alla guida.
Dopo aver conquistato la medaglia d'argento nel bob a quattro prima ai campionati mondiali di Lake Placid 2009 e poi ai XXI Giochi olimpici invernali di Vancouver 2010 (quest'ultima ottenuta con i connazionali André Lange, Kevin Kuske e Martin Putze), debuttò in coppa del mondo all'avvio della stagione 2010/11, il 28 novembre 2010 a Whistler, dove ottenne anche il suo primo podio (2º nel bob a quattro condotto da Maximilian Arndt); vinse invece sua prima gara l'8 gennaio 2011 ad Altenberg, sempre nel bob a quattro e con Arndt alla guida. 
Prese parte a ulteriori due edizioni dei Giochi olimpici invernali: a Soči 2014 si classificò al tredicesimo posto nel bob a due e al quarto nel bob a quattro, in entrambi i casi con Maximilian Arndt a pilotare le slitte. Quattro anni dopo, a Pyeongchang 2018, vinse la medaglia d'argento nella gara a quattro con Nico Walther, Kevin Kuske ed Eric Franke.
Il suo bottino ai mondiali è costituito da due ori (ottenuti nelle edizioni di Sankt Moritz 2013 e Winterberg 2015) e due argenti mentre agli europei ha ottenuto tre ori. Tutte le medaglie sono state vinte nella specialità a quattro.
Ha inoltre vinto due titoli nazionali nel bob a quattro.

## Palmarès

### Olimpiadi
- 2 medaglie:
  - 2 argenti (bob a quattro a Vancouver 2010; bob a quattro a Pyeongchang 2018).

### Mondiali
- 4 medaglie:
  - 2 ori (bob a quattro a Sankt Moritz 2013; bob a quattro a Winterberg 2015);
  - 2 argenti (bob a quattro a Lake Placid 2009; bob a quattro a Lake Placid 2012).

### Europei
- 3 medaglie:
  - 3 ori (bob a quattro a Cortina d'Ampezzo 2007; bob a quattro ad Altenberg 2012; bob a quattro ad Igls 2013).

### Mondiali juniores
- 6 medaglie:
  - 3 ori (bob a due ad Altenberg 2007; bob a due a Sankt Moritz 2010; bob a quattro a Park City 2011);
  - 1 argento (bob a quattro ad Igls 2008);
  - 2 bronzi (bob a quattro ad Igls 2006; bob a due a Sankt Moritz 2010).

### Coppa del Mondo
- 25 podi (tutti nel bob a quattro):
  - 9 vittorie;
  - 9 secondi posti;
  - 7 terzi posti.

#### Coppa del Mondo - vittorie
| Data             | Luogo                | Paese    | Disciplina                                                                |
| ---------------- | -------------------- | -------- | ------------------------------------------------------------------------- |
| 8 gennaio 2012   | Altenberg            | Germania | a quattro con Maximilian Arndt (pilota), Marko Hübenbecker e Martin Putze |
| 22 gennaio 2012  | Sankt Moritz         | Svizzera | a quattro con Maximilian Arndt (pilota), Jan Speer e Martin Putze         |
| 6 gennaio 2013   | Altenberg            | Germania | a quattro con Maximilian Arndt (pilota), Marko Hübenbecker e Martin Putze |
| 20 gennaio 2013  | Igls                 | Austria  | a quattro con Maximilian Arndt (pilota), Marko Hübenbecker e Martin Putze |
| 4 gennaio 2014   | Winterberg           | Germania | a quattro con Maximilian Arndt (pilota), Marko Hübenbecker e Martin Putze |
| 5 gennaio 2014   | Winterberg           | Germania | a quattro con Maximilian Arndt (pilota), Marko Hübenbecker e Martin Putze |
| 18 gennaio 2015  | Schönau am Königssee | Germania | a quattro con Maximilian Arndt (pilota), Kevin Korona e Ben Heber         |
| 21 gennaio 2018  | Schönau am Königssee | Germania | a quattro con Nico Walther (pilota), Kevin Kuske ed Eric Franke           |
| 15 dicembre 2018 | Winterberg           | Germania | a quattro con Nico Walther (pilota), Paul Krenz ed Eric Franke            |

### Campionati tedeschi
- 6 medaglie:
  - 2 ori (bob a quattro a Winterberg 2015[2]; bob a quattro a Winterberg 2019[3]);
  - 4 bronzi (bob a due a Winterberg 2011; bob a quattro a Schönau am Königssee 2012; bob a quattro a Schönau am Königssee 2017[4]; bob a due a Schönau am Königssee 2021[5]).

### Circuiti minori

#### Coppa Europa
- 2 podi (nel bob a quattro):
  - 1 secondo posto;
  - 1 terzo posto.

#### Coppa Nordamericana
- 2 podi (nel bob a quattro):
  - 2 vittorie.

### Atletica leggera
| Anno | Manifestazione    | Sede     | Evento                | Risultato | Prestazione | Note                            |
| ---- | ----------------- | -------- | --------------------- | --------- | ----------- | ------------------------------- |
| 2004 | Mondiali juniores | Grosseto | Getto del peso (6 kg) | 8º        | 18,14 m     | non qualificatosi per la finale |